# 齊比夫卡 (庫皮揚斯克區)
49°52′14″N 37°23′48″E / 49.87056°N 37.39667°E
齊比夫卡（烏克蘭語：Цибівка）是位於烏克蘭東部的村莊，由哈爾科夫州庫皮揚斯克區的金德拉希夫卡市鎮負責管轄。該村始建於1798年，面積0.09平方公里，海拔高度168米，2001年人口30，人口密度每平方公里348.8人。